# Bionic Learning Network
Das Bionic Learning Network ist ein Forschungsverbund des Unternehmens Festo mit Hochschulen, Instituten und Entwicklungsfirmen. Ziel der Initiative ist, durch die Anwendung der Bionik neuartige Technologieträger hervorzubringen.

## Geschichte
2008 wurden drei Projekte des Bionic Learning Network im Rahmen der Ausstellung „Design and the Elastic Mind“ im Museum of Modern Art in New York ausgestellt. Gezeigt wurden die Exponate Airacuda, ein pneumatisch angetriebener Fisch, sowie die Exponate Aqua_ray und Air_ray, die einem Manta ähneln.

## Projekte

### Bionischer Handling-Assistent
Der Bionische Handling-Assistent ist ein biomechatronisches Handhabungssystem. Es dient als Greifwerkzeug im direkten Mensch-Maschine-Kontakt. Das System wurde von Festo gemeinsam mit dem Fraunhofer-Institut für Produktionstechnik und Automatisierung (IPA) entwickelt.
Aufgrund seines Nachgiebigkeitsverhaltens und dem damit verbundenen gefahrlosen Kontakt zwischen Mensch und Maschine wurde der Bionische Handling-Assistent – als eins von drei Endrundenprojekten – für den Deutschen Zukunftspreis 2010 nominiert und erreichte schließlich den ersten Platz. Während konventionelle Industrieroboter nicht in Kontakt mit Menschen treten dürfen, und durch Sicherheitsvorkehrungen wie Käfige, Gitter oder Schutzzäune abgetrennt werden, ist der Bionische Handling-Assistent im Kollisionsfall oder beim Ausfall von Elektronik oder Regelung ungefährlich.

#### Aufbau und Technologie
Der Bionische Handling-Assistent besteht aus drei Grundelementen zur räumlichen Bewegung sowie einer Gelenkachse und einem Greifer mit drei adaptiven Fingern, welche sich der „Fin-Ray-Technologie“ bedienen.
Der „Fin-Ray-Effekt“ nutzt die natürliche Eigenschaft von Fischflossen, die bei seitlicher Druckeinwirkung nicht wegknicken, sondern sich entgegen der krafteinwirkenden Richtung wölben.
Grundelemente bilden drei Aktuatoren (Faltenbälge), die kreisförmig angeordnet sind und sich in einem Winkel von 3 Grad verjüngen. Jeder Aktuator wird an den Schnittstellen der Grundelemente mit Druckluft versorgt.
Das Gerät vereint in sich die Technologien der Bionik, Pneumatik, Mechatronik, die Handhabungstechnik und das Rapid Manufacturing. Die einzelnen Bestandteile sind aus Polyamid mithilfe des Rapid Prototyping hergestellt. Technische Daten des Systems sind eine Länge von 0,75 m bei einer maximalen Auslängung von 1,1 m. Das Gewicht beträgt 1,8 kg. Mit 13 Aktuatoren werden 11 Freiheitsgrade erreicht.

#### Arbeitsweise und Anwendung
Gearbeitet wird mit Druckluft, Ventile steuern die Druckluft in den einzelnen Aktuatoren, so dass der Arm in die gewünschte Bewegung ausgelenkt wird.
Die Rückstellung erfolgt durch die schlaufenartige Konstruktion der Aktuatoren, die nach dem Ablassen der Druckluft wie eine Zugfeder wirkt. Seilzugpotentiometer auf den Außenseiten der Aktuatoren erfassen deren Auslängung und dienen der Steuerung des Systems im Raum. In der Gelenkachse sind drei weitere Aktuatoren um ein Kugelgelenk angeordnet. Ihre Betätigung bewirkt eine Winkelverstellung des Greifers von bis zu 30 Grad. Sensoren sorgen hier für die Detektion der Wegstrecken und ermöglichen eine präzise Ausrichtung.
Durch elf Freiheitsgrade ist es möglich, mit dem Gerät jeden Ort seines Arbeitsraumes leicht zu erreichen.
Anwendungsbereiche sind Industrie und Werkstätten, die Agrartechnik, Haushalte, Lerneinrichtungen sowie Labore. Die Handhabung zeichnet sich vor allem durch strukturelle Nachgiebigkeit aus; bei Kollisionen gibt der Roboter nach oder wählt einen alternativen Bewegungsablauf und ermöglicht so eine reale Mensch-Technik-Kooperation.